# Jonathan Steb Tejada
Jonathan Steb Tejada Matute (San Pedro Sula, Cortés, Honduras, 13 de septiembre de 1994) es un futbolista hondureño que juega como mediocampista y su equipo actual es el  Puntarenas FC de la Primera División de Costa Rica.

## Trayectoria
Debutó el 30 de julio de 2012 bajo la dirección técnica del DT argentino Danilo Javier Tosello, en un partido que Club Deportivo Olimpia ganó por 3 goles a 1 frente al Deportes Savio. El 11 de julio de 2017, como pedido expreso de Héctor Vargas, fichó con el Club Deportivo Marathón de cara al Torneo Apertura 2017. El 30 de enero de 2018 se confirmó su fichaje por el Brasilia Fútbol Club de la Liga de Ascenso de Honduras. El 8 de junio de 2019 el Limón Fútbol Club de la Primera División de Costa Rica lo confirmó como su refuerzo. 

## Clubes
| Club                    | País       | Año               |
| ----------------------- | ---------- | ----------------- |
| Club Deportivo Olimpia  | Honduras   | 2012 - 2017       |
| Club Deportivo Marathón | Honduras   | 2017              |
| Brasilia Fútbol Club    | Honduras   | 2018 - 2019       |
| Limón Fútbol Club       | Costa Rica | 2019 - Actualidad |

## Palmarés
| Título           | Club                   | Año                   |
| ---------------- | ---------------------- | --------------------- |
| Liga Nacional    | Club Deportivo Olimpia | Apertura 2012         |
| Liga Nacional    | Club Deportivo Olimpia | Clausura 2013         |
| Liga Nacional    | Club Deportivo Olimpia | Clausura 2014         |
| Copa de Honduras | Club Deportivo Olimpia | Copa de Honduras 2015 |
| Liga Nacional    | Club Deportivo Olimpia | Clausura 2015         |
| Liga Nacional    | Club Deportivo Olimpia | Clausura 2016         |